# 張僖 (景泰進士)
張僖（1426年—？），字世樂，直隸鳳陽府宿州靈璧縣人，民籍，明朝政治人物。同進士出身。

## 生平
景泰四年（1453年）癸酉科應天府鄉試第十八名。景泰五年（1454年）聯捷甲戌科會試第三百八十七名，殿試登進士第三甲第一百三十九名。令馀姚，邑有水怪、虎患，僖为文祭之，遂息。升杭州知府，値岁饥，设法赈济，全活六万馀戸。晋湖广参政，未行，卒。杭人祠之。

## 家族
曾祖張允昇。祖父張幹。父張子霑，曾任訓導。